# Cylistella castanea
Cylistella castanea là một loài nhện trong họ Salticidae.
Loài này thuộc chi Cylistella. Cylistella castanea được Alexander Petrunkevitch miêu tả năm 1925.